# خوان (قهستان)
خوان (بالفارسية: خوان) هي مستوطنة تقع في إيران في قسم قهستان الريفي. يقدر عدد سكانها بـ 333 نسمة بحسب إحصاء 2016.